# Glenrothes (distillerie)
Ne doit pas être confondu avec Glenrothes (ville).
Glenrothes est une distillerie de whisky située à Rothes dans la région du Speyside. La distillerie appartient à Edrington Group. Le whisky est vendu en single malt et intervient dans la composition de très nombreux blends comme Cutty Sark et The Famous Grouse.

## Histoire
La distillerie a été construite en 1878 par James Stuart & Co qui possédait déjà à l’époque une distillerie active, Macallan. La première distillation a lieu le 28 décembre 1879, le même jour que la catastrophe ferroviaire du pont sur le Tay.
La distillerie elle-même a connu un démarrage chaotique et une histoire mouvementée. Le distillat est notoirement très inflammable et la distillerie a payé le prix de ce risque en étant la proie des flammes en plusieurs occasions. En 1896, la distillerie est agrandie avec la construction d’un deuxième four à malt et le doublement des alambics. Avant que ces travaux soient terminés, un incendie ravage des bâtiments en décembre 1897. Il y eut ensuite en 1903 une explosion dans la salle des alambics et en 1922 la destruction du chai n°1 qui occasionna la perte de 900 000 litres de whiskies.

## La production
Les whiskies de Glenrothes sont principalement affinés dans des fûts de bourbon. La grande particularité de la distillerie est qu’elle commercialise des whiskies, non pas avec un âge comme la quasi-totalité des autres distilleries, mais en fonction d’un millésime.
- Glenrothes Select Reserve
- Glenrothes 1975
- Glenrothes 1978
- Glenrothes 1984
- Glenrothes 1985
- Glenrothes 1987
- Glenrothes 1988
- Glenrothes 1991
- Glenrothes 1994
- Glenrothes 1998
- Glenrothes Alba reserve
- Glenrothes John Ramsay